# Сірко Іван Миколайович
Іва́н Микола́йович Сірко́ (12 травня 1900, Кінашів, Королівство Галичини та Володимирії, Цислейтанія, Австро-Угорщина — 3 листопада 1976, Івано-Франківськ, Українська РСР, СРСР) — український військовий і радянський партійний діяч.
У 1916 році стрілець легіону Українських січових стрільців, протягом 1919—1920 років хорунжий Української галицької армії. Співзасновник Комуністичної партії Західної України у лютому 1919 року, пізніше перший секретар Молдавського обкому КП(б)У. Кандидат у члени ЦК КП(б)У в червні 1930 — листопаді 1933 років. 

## Біографія
Народився в селянській родині в селі Кінашів поблизу Галича. Доводився племінником в майбутньому іншому радянському діячу, Василю Петровичу Сірко.
По завершенню 5 класів Рогатинської гімназії, у 1916 році добровільно вступив до лав Українських січових стрільців Австро-Угорської армії. Наприкінці вересня 1916 року потрапив до російського полону, працював на цукровому заводі на Київщині. Влітку 1918 року повернувся до лав Січових стрільців, служив унтерофіцером Української галицької армії. В січні 1919 року завершив навчання в старшинській школі Української галицької армії в Золочеві. У тому ж році вступив до РКП(б).

### Партійний період
Вів нелегальну революційну роботу у Східній Галичині, яку окупувала Польща. Протягом лютого і квітня 1920 року брав участь у реорганізації Червоної української галицької армії. У тому ж році долучився до організації радянської влади на Тернопільщині і на сході Львівщини під час недовгого існування Галицької СРР. Зокрема, Івана Сірка було помічено в Утішкові Золочівського повіту у серпні 1920 року під час ведення прорадянського мітингу в ході тимчасової окупації села більшовиками.
Протягом 1921—1923 років обіймав посаду завідувача організаційного відділу Уманського повітового комітету КП(б)У. З квітня 1923 року — завідувача організаційно-інструкторського відділу Уманського окружного комітету КП(б)У.
У 1923—1924 роках перебував на посаді секретаря Малинського окружного комітету КП(б)У на Житомирщині.
Пізніше переведений до Києва, де протягом 1924—1926 років перебував на відповідальній роботі в Шулявському районному комітеті КП(б)У міста Києва і обіймав посаду інструктора Київського губернського комітету комуністичної партії. У 1926 році працював заступником завідувача організаційно-інструкторського відділу Київського окружного комітету партії, а протягом 1926—1928 років — завідувачем організаційно-інструкторського відділу Київського окружного комітету.
У 1928—1930 роках — секретар, завідувач організаційного відділу Всеукраїнської спілки радянських торговельних і державних службовців, водночас голова Всеукраїнської спілки сільськогосподарських й лісових робітників.
У 1930 році переведений на посаду відповідального секретаря Тульчинського окружного комітету КП(б)У на Вінниччині. З 20 червня по серпень 1930 року — відповідальний секретар Лубенського окружного комітету КП(б)У на Полтавщині. У серпні 1930—1932 роках — завідувач організаційно-інструкторського сектору та член президії Всеукраїнської ради професійних спілок у місті Харкові.

### Репресії і подальша доля
У липні 1932 — травні 1933 року — перший секретар Молдавського обласного комітету КП(б)У. Після арешту 17 травня 1933 року його дядька, Василя Сірка, написав заяву до ЦК КП(б)У, назвавши «походом на галичан» арешти у справі Української військової організації. 27 травня 1933 року був знятий з посади першого секретаря Молдавського обласного комітету КП(б)У і викликаний до Харкова для пояснень.
У 1933—1934 роках працював на рядових посадах у Всеукраїнської ради професійних спілок та Укрводгоспі. У 1934 році виключений з ВКП(б), після апеляції був на рік переведений у «прихильники» (рос. сочувствующие). 7 листопада 1934 року ув'язнений у справі Української військової організації.
26 квітня 1935 року Особливою нарадою засуджений на три роки позбавлення волі, які відбув в Ухтинсько-Печорському таборі. Звільнившись у травні 1937 року, за допомогою Бюро з працевлаштування колишніх в'язнів при НКВС СРСР влаштувався на роботу в Приозерний ліспромгосп тресту «Онегліс» Архангельської області РРФСР.
Вдруге заарештований за «антирадянську агітацію» 22 березня 1938 року. Вісім місяців був під слідством у Каргопольській в'язниці. Особливою нарадою при НКВС СРСР 3 вересня 1938 року засуджений до десяти років таборів. Працював на лісоповалі на Північному Уралі (Нироблаг). У 1947 році звільнився, повернувся в Українську РСР, а з березня 1948 року знову потрапив у Нироблаг, де працював уже як вільнонайманий.
У січні 1950 року заарештований втретє й за рішенням Особливої наради при МДБ СРСР засланий на поселення до Красноярського краю, де працював у ліспромгоспі Богучанського району. У вересні 1954 року звільнений з поселення.
У березні 1955 року повернувся в Станіславську область, де працював начальником дорожнього відділу при Більшівцівському районному виконавчому комітеті Станіславської області. Потім працював директором склодзеркального заводу в місті Станіславі.
Реабілітований 26 лютого 1957 року. Помер 3 листопада 1976 року в Івано-Франківську, де і проживав на пенсії на вулиці Коперника. Автор книжки спогадів «Ті незабутні роки», виданій вже після його смерті в Ужгороді у 1978 році.

## Нагороди
- орден Червоного Прапора
- орден «Знак Пошани»
- медалі
- Почесна грамота Президії Верховної Ради Української РСР (1962)